# Matthias von der Recke

Wappen derer von der Recke

Matthias II. von der Recke (* 1565; † 1638) war Landhofmeister des Herzogtums Kurland und Semgallen und stammte aus dem westfälischen Uradel von der Recke. Er gilt als der Gründervater des baltischen Familienstammes.

## Leben
Als Sohn des Matthias I. von der Recke zu Neuenburg († 1580 oder 1581) und der Sophia von Fircks († 1598) wuchs Matthias zunächst in Westfalen auf. Er übersiedelte 1592 in das Herzogtum Kurland und Semgallen und war zwischenzeitlich Offizier des Kurfürsten von Brandenburg. Von 1617 bis 1638 war er Landhofmeister und damit Mitglied des kurländisch-herzoglichen Oberrates. Wegen seiner Verdienste im Polnisch-Schwedischen Krieg (1600–1629) und in der Schlacht zu Kirchholm wurden Matthias II. und seine Nachkommen 1619 von Herzog Friedrich (1569–1642) von Kurland und Semgallen mit den Höfen Talssen und Cabyllen belehnt. Im Jahre 1620 wurde die Eintragung in die Matrikel der Kurländischen Ritterschaft bestätigt.

## Herkunft und Familie
Der Stammesursprung des Matthias II. liegt in dem westfälischen Adelsgeschlecht derer von der Recke. Sein Großvater war Dietrich XIII. († 1538) zu Kamen aus dem Hause Heiden. Sein Vater war Matthias I. von der Recke zu Neuenburg, der in Livland dem Deutschen Orden angehörte und zuletzt als Landmeister in Livland amtierte. 
Matthias II. heiratete in erster Ehe (1) Anna von Ketteler (*/† ?), in der zweiten Ehe (2) Helle Marswin (* 1566 in Helsingborg (Schweden) † 1637 Schloss Bogno in Halland (Schweden) und in dritter Ehe (3) Anna († 1601). Die männliche Stammfolge setzte sich wie folgt fort:
- (1) Friedrich Johann von der Recke (* 1606 in Neuenburg; † 1671 in Mitau), Landhofmeister von 1649 bis 1671, verheiratet in zweiter Ehe mit Magdalena von Korff, er erbte die Güter Blieden und Sturhof
  - Nikolaus von der Recke (1643–1680)
- (1) Matthias Dietrich von der Recke zu Neuenberg (gefallen 1652), verheiratet in erster Ehe mit (1) Christina Susanne von Dönhoff († 1658) und in zweiter Ehe mit (2) Anna Bülow (*/† ?)
  - (2) Friedrich von der Recke  zu Blieden (1644–1677), verheiratet mit Maria von der Brincken (1641–1714)
    - Dietrich von der Recke (1671–1722), verheiratet mit Juliana Fircks (1675–1745)
      - Georg von der Recke (1692–1760) Oberhauptmann von Mitau, verheiratet mit Anna Dorothea von der Recke aus dem Hause Blieden, er war Erbherr von Neuenburg und Blieden
        - Diederich Casimir von der Recke  (1713–1765) 
          - Magnus von der Recke zu Neuenburg (1739–1795) war Erbe von Neuenburg und mit der berühmten Dichterin Elisa Reichsgräfin von Medem (1754–1833) verheiratet
- (3) Friedrich Georg von der Recke († 1636)